# Guess Who
Guess Who (titulada  Adivina quién en España, Guess Who en Ecuador y Conquistando a mi suegro en Argentina y México) es una película estadounidense protagonizada por Bernie Mac, Ashton Kutcher, Zoe Saldaña y Judith Scott. Está dirigida por Kevin Rodney Sullivan y fue estrenada el 25 de marzo de 2005.

## Argumento
Percy Jones (Bernie Mac) y su esposa Marilyn (Judith Scott) están a punto de celebrar sus bodas de plata, ocasión que aprovecha su hija Theresa (Zoe Saldaña) para presentarles a Simon (Ashton Kutcher) y al mismo tiempo anunciar su compromiso nupcial durante la fiesta.
Pero existe un pequeño detalle y es que la familia de Theresa es negra y Simon es blanco. Esto de por sí es un problema, ya que Percy desconoce que el nuevo novio de su hija es blanco, pues Theresa nunca se lo dijo. Aquí sale a relucir el tema del racismo, donde ambos chicos tratarán de interponer su amor a cualquier precio, venciendo las artimañas jugadas por el padre de Theresa para separarlos.

## Reparto principal
- Bernie Mac como Percy Jones.
- Ashton Kutcher como Simon Green.
- Zoe Saldaña como Theresa Jones.
- Judith Scott como Marilyn Jones.
- Hal Williams como Howard Jones.

## Premios
| Año  | Galardón           | Categoría               |             | Resultado |
| ---- | ------------------ | ----------------------- | ----------- | --------- |
| 2005 | Black Movie Awards | Mejor actriz secundaria | Zoe Saldaña | Nominada  |
| 2005 | Image Awards       | Mejor actriz            | Zoe Saldaña | Nominada  |
| 2005 | Teen Choice Awards | Mejor actriz revelación | Zoe Saldaña | Nominada  |
| 2006 | Black Reel Awards  | Mejor actriz            | Zoe Saldaña | Nominada  |